# Arsen Dedić
Arsen Dedić (pronunciado [ǎrsen děːditɕ]; 28 de julio de 1938 – 17 de agosto de 2015) fue un cantante y compositor croata, que se destacó en el ámbito musical croata y de la ex-Yugoslavia. Dedić escribió e interpretó canciones y música de película. Fue también un poeta galardonado, y uno de los poetas más exitosos a nivel comercial en la ex-Yugoslavia.

## Biografía
Arsen nació en Šibenik, en el Litoral Banovina del Reino de Yugoslavia (actualmente Croacia) siendo el segundo hijo de la familia de trabajadores dálmatas formada por Jovan y Veronika Dedić (nacida Mišković). Su padre Jovan era un serbio ortodoxo étnico, mientras que su madre Veronika (apodada Jelka) era una católica croata étnica que se había convertido a la ortodoxia después de casarse con Jovan. Su padre era un albañil, bombero voluntario y músico, y su madre era un ama de casa analfabeta, a quien Arsen más tarde enseñó a leer. Arsen fue bautizado en la Iglesia Ortodoxa con el nombre Arsenije, en referencia al Arzobispo Arsenije III Čarnojević. Completó estudios de música. En 1957, Arsen y su hermano más grande Milutin Dedić (nombrado en honor a Stefan Milutin) dejaron Šibenik para trasladarse a Zagreb y Belgrado, respectivamente. Milutin se convirtió en pintor y columnista, y vive en Belgrado. Arsen estudió leyes en Zagreb pero abandonó en 1959, matriculándose en la Academia de Música de Zagreb donde se graduó en 1964.
Arsen alcanzó popularidad en la década de 1960, gracias a festivales de música pop y su tipo de música, la cual al principio estuvo influida por el folclore dálmata, y que en general se asemeja a la chanson francesa. Durante las décadas siguientes Dedić se convirtió en uno de los músicos más reconocidos de la RFS de Yugoslavia y mantuvo esta reputación hasta su muerte.
Entre sus libros más destacados de poesía se cuentan:
- "Brod u Boci" (Concierto de Croacia, Zagreb, 1971)
- "El hotel balcánico" (Znanje, Zagreb, 1987)
- "101 Pjesma" (Svjetlost, Sarajevo, 1989)

Arsen Dedić estuvo casado con Gabi Novak una alemana cantante de pop croata. Su hijo Matija Dedić es uno de los músicos de jazz más respetados de Croacia.
Dedić falleció el 17 de agosto de 2015 en Zagreb, Croacia, a la edad de 77 años.

## Discografía

### Álbumes sobre discos de vinilo
- Čovjek kao ja (1969)
- Arsen 2 (1971)
- Homo Volans (Álbum doble) (1973)
- VraćSoy se (1975)
- Porodično stablo (1976)
- Arsenal (1976)
- Otisak autora (1976)
- Pjesme sa šlagom (1976)
- Dedić-Golob (1977)
- KućUn pored mora (instrumentals) (1978)
- Rimska ploča (1980)
- Pjevam pjesnike (1980)
- Naručene pjesme (1980)
- Gabi i Arsen (1980)
- Carevo novo ruho (1981)
- Arsen pjeva djeci (1982)
- Provincija (1984)
- Kantautor (Álbum doble) (1985)
- Moje popevke (1986)
- Kino Sloboda (1987)
- Arsen & Bora Čorba Desenchufó `87 (1987)
- Hrabri ljudi (Gabi i Arsen) (1988)
- Glazba za Película i televisión (1989)
- Svjedoci priče (1989)

### Álbumes publicados en CD
- Najbolje od Arsena (1991)
- Tihi obrt (1993)
- Ko ovo Más platit (1995)
- Ministarstvo (1997) / Ministarstvo straha (2000, 2005)
- Herbar (1999)
- Čovjek kao ja (1969/1999)
- Kino Sloboda (1987/2000)
- Kinoteka (2002)
- Homo volans (1973/2003)
- Imena žena (2003)
- Na zlu putu (2004)
- Ministarstvo Straha (2006)
- Rebus (2008)